# Luttes féministes pour l'admission des femmes au Barreau
Les luttes féministes pour l'admission des femmes au Barreau sont les démarches en faveur des femmes pour qu'elles aient accès à la profession d'avocat.

## Historique en Allemagne
Le barreau s'ouvre aux femmes allemandes avec la loi du 11 juillet 1922.

## Historique en Autriche
En 1928, Marianne Beth est la première femme inscrite sur le registre de la Rechtsanwaltskammer (de) de Vienne.

## Historique en Belgique
En 1888, Marie Popelin, première femme docteure en droit de Belgique, se voit refuser son inscription à l'ordre des avocats. Quatre ans plus tard, en 1892, elle crée la Ligue belge du droit des femmes. Le barreau ne s'ouvre toutefois aux femmes belges qu'en 1922, à l'instigation de Marcelle Renson et avec la déposition d'Émile Vandervelde, ministre de la Justice de l'époque.

### Liste d'avocates belges ayant marqué le féminisme
- Marcelle Renson[5]
- Marguerite De Munter-Latinis[5]
- Paule Lamy

## Historique en France
Lors du tournant du XIXe au XXe siècle, la question de l'ouverture du métier d'avocat aux femmes est l'un des sujets les plus contestés. Le cas de Jeanne Chauvin est décisif.
En 1897, alors titulaire d'un doctorat en droit, Jeanne Chauvin n'est pas autorisée à prêter son serment d'avocat, d'abord par le Conseil de l'Ordre, puis par la cour d'appel de Paris, ce qui entraîne un débat au Parlement, les enjeux de l'époque étant (en cas d'avis favorable) l'accès à une profession libérale prestigieuse et la fin d'un entre-soi masculin.
Les médias de toutes sortes expriment alors leurs craintes. Les moqueries fusent dans la presse satirique, la culture visuelle et les comédies de boulevard, de manière bien plus systématique que lorsque la médecine s'ouvre aux femmes dans les années 1880, par crainte de l'engagement féministe.
La loi finit par être adoptée le 1er décembre 1900 et Jeanne Chauvin devient la première avocate à exercer en France, dès 1901. Son engagement féministe était déjà marquant auparavant, lorsqu'elle rédige une proposition de loi, en 1893, visant à accorder aux femmes mariées le droit d'être témoin et de disposer des productions de leurs travaux.

### Liste d'avocates françaises ayant marqué le féminisme
- Jeanne Chauvin (prête serment en 1901)[6]
- Maria Vérone (prête serment en 1908)[6]
- Suzanne Grinberg (prête serment en 1909)[6]
- Andrée Lehmann (prête serment dans les années 1920)[6]
- Yvonne Netter (prête serment dans les années 1920)[6]
- Marcelle Kraemer-Bach (prête serment dans les années 1920)[6]
- Gisèle Halimi[6]

## Historique en Italie
Lidia Poët est la première femme à entrer dans l'ordre des avocats italien, en 1883. Quelques mois plus tard, en 1884, la Cour de cassation révoque son inscription au barreau, arguant que la profession d'avocat est réservée aux hommes. Elle ne sera officiellement admise au barreau que 35 années plus tard, grâce à une loi qui ouvre la profession aux femmes,.

## Historique en Suisse
Le barreau s'ouvre aux femmes à Zurich en 1898, puis en 1923 dans toute la Suisse.

### Liste d'avocates suisses ayant marqué le féminisme
- Émilie Kempin-Spyri
- Anna Mackenroth